# 大苞黄精
大苞黄精（学名：Polygonatum megaphyllum）为百合科黄精属的植物，为中国的特有植物。分布于中国大陆的山西、甘肃、河北、陕西等地，生长于海拔1,700米至2,500米的地区，多生于山坡及林下，目前尚未由人工引种栽培。